# Шнайдер, Дмитрий
Дми́трий Шна́йдер (род. 30 мая 1976) — киргизский легкоатлет, специалист по метанию копья. Выступал за сборную Кыргызстана по лёгкой атлетике в конце 1990-х — начале 2000-х годов, победитель и призёр первенств национального значения, действующий рекордсмен Кыргызстана, участник летних Олимпийских игр в Сиднее.

## Биография
Дмитрий Шнайдер родился 30 мая 1976 года.
Впервые заявил о себе в лёгкой атлетике на международном уровне в сезоне 1999 года, когда вошёл в состав киргизской национальной сборной и выступил на Универсиаде в Пальме — метнул здесь копьё на 65,94 метра и в финал не вышел.
В 2000 году на соревнованиях в Бишкеке установил поныне действующий национальный рекорд Кыргызстана в метании копья — 77,77 метра, тогда как на чемпионате Азии в Джакарте с результатом 67,25 метра закрыл десятку сильнейших. Благодаря череде удачных выступлений удостоился права защищать честь страны на летних Олимпийских играх в Сиднее — на предварительном квалификационном этапе метания копья показал результат 66,40 метра, чего оказалось недостаточно для прохождения в следующую стадию соревнований.
После сиднейской Олимпиады Шнайдер ещё в течение некоторого времени оставался действующим спортсменом и продолжал принимать участие в различных легкоатлетических турнирах. Так, в 2002 году он отметился выступлением на чемпионате Азии в Коломбо, где с результатом 63,28 метра занял в программе метания копья итоговое 14-е место.